# カラバンチェル
カラバンチェル （Carabanchel）は、スペイン、マドリードの区。

## 地理
かつてカラバンチェル・アルトとカラバンチェル・バホという2つの自治体があった。フランス皇后となったエウヘニア・デ・モンティホは2つの自治体内に多くの土地を所有しており、後に教育の場として使うようカトリックの修道会へ寄進した。1948年に2つともマドリードに編入され、1つにまとめられカラバンチェル区となった。その後カラバンチェルは再編され、ラティーナ区が分離した。
南をレガネス、ラティーナ、ウセラ、アルガンスエラと接している。
7つの地区で構成されている。
- 11.1 - コミリャス
- 11.2 - オパニェル
- 11.3 - サン・イシドロ
- 11.4 - ビスタ・アレグレ
- 11.5 - プエルタ・ボニータ
- 11.6 - ブエナビスタ
- 11.7 - アブランテス

## 歴史
かつてのカラバンチェルは、マドリード向けのヒヨコマメ（スペイン語でgarbanzos）を生産し出荷していた。ヒヨコマメは、カスティーリャ地方の料理である、煮込み料理コシードに欠かせない素材である。また、交通のハブ地であったためキャラバン（caravana）から派生したという説もある。しかし多くの人々は、ヒヨコマメ栽培に適した肥沃な土地であったことから『石の土地』（tierra pedregosa）が語源であるという説を好む。
1944年に開設されたカラバンチェル刑務所は、フランコ独裁時代には政治犯が多く収容されていた。1998年に閉鎖後、2008年に残っていた施設が壊された。公共施設やアパート、病院が建設される予定である。
人口の23％（約5万人）が外国出身の移民である。マドリード市内最大の移民人口を抱える。最も多いのが人口13,000人を超えるエクアドル人、次いでルーマニア人である。

## 交通
- マドリード地下鉄 - 5号線、6号線、11号線